# Aladdin Sane (1913–1938–197?)
Pistes de Aladdin Sane
Watch That Man
(1) Drive-In Saturday
(3)
Aladdin Sane (1913–1938–197?) est une chanson écrite, composée et interprétée par David Bowie. Elle est sortie en avril 1973 sur l'album Aladdin Sane.

## Histoire
Bowie écrit Aladdin Sane (1913–1938–197?) en décembre 1972, à la fin du segment américain de la tournée Ziggy Stardust Tour. Il commence à l'enregistrer avec son groupe de tournée aux studios RCA de New York, mais les paroles ne sont écrites que pendant son voyage de retour en Angleterre à bord du paquebot RHMS Ellinis (en). Elles s'inspirent en partie d'un roman que le chanteur vient de lire : Ces corps vils (Vile Bodies) d'Evelyn Waugh, un portrait satirique de la jeunesse dorée britannique des années 1920 (les Bright Young People). Les dates qui figurent entre parenthèses dans le titre correspondent aux années qui précèdent immédiatement le début de la Première (1913) et de la Seconde Guerre mondiale (1938). La troisième date, « 197? », suggère que Bowie estime l'éclatement d'une Troisième Guerre mondiale inéluctable avant la fin de la décennie. Il compare ainsi l'hédonisme de sa génération à celui des Bright Young People.
La chanson comprend un solo de piano par Mike Garson, un pianiste de jazz américain ayant rejoint le groupe de tournée de Bowie quelques mois auparavant. Lorsque le chanteur lui demande d'interpréter un solo, Garson joue d'abord dans un style blues, puis latin, mais Bowie rejette ces deux essais et l'incite à s'inspirer plutôt de la scène avant-garde jazz des années 1960. Garson s'exécute, produisant un solo dissonant et atonal.
Bowie interprète Aladdin Sane (1913–1938–197?) lors des dernières dates de la tournée Ziggy Stardust, puis lors du Diamond Dogs Tour en 1974. Elle ne réintègre son répertoire scénique qu'en 1996, lors du Outside Summer Festivals Tour, durant lequel il se produit à nouveau avec Mike Garson.

## Musiciens
- David Bowie : chant, guitare acoustique, saxophone ténor
- Mick Ronson : guitare électrique
- Trevor Bolder : basse
- Mick Woodmansey : batterie
- Mike Garson : piano